# Chambeyronia
A Chambeyronia az egyszikűek (Liliopsida) közé tartozó pálmafélék (Arecaceae) családjában az Arecoideae alcsalád egyik nemzetsége két, illetve három fajjal: egyesek szerint a Ch. macrocarpa és a Ch. hookeri két külön faj, mások szerint különbségeik fajon belüliek (Chambeyronia macrocarpa var. macrocarpa, Chambeyronia macrocarpa var. hookeri).

## Származása, elterjedése
Új-Kaledónia esőerdőiből származik, de (különösen a Chambeyronia macrocarpát) sokfelé ültetik a világ trópusi, illetve szubtrópusi tájain.

## Megjelenése, felépítése
Örökzöld. Új levelei kezdetben vöröses árnyalatúak, és csak később zöldülnek ki.

## Életmódja
Az őserdei fajok többségéhez hasonlóan a tűző napot rosszul tűri. Vízigényes; eredeti termőhelyén kívül többnyire öntözni kell.

## Felhasználása
Dísznövénynek ültetik.